# Wiesław Wójcik (filozof)
Wiesław Stanisław Wójcik (ur. 1959) – polski filozof i matematyk, doktor habilitowany nauk humanistycznych.

## Życiorys
W latach 1978–1983 odbył studia matematyczne na Uniwersytecie Śląskim w Katowicach, zakończone uzyskaniem magisterium na podstawie pracy Zbiory mierzalne w sensie Christensena. W latach 1984–1988 studiował filozofię na Wydziale Filozofii Papieskiej Akademii Teologicznej w Krakowie, zakończone obroną pracy Filozofia matematyki Imre Lakatosa i jej filozoficzne konsekwencje. W latach 1988–1991 odbył studia doktoranckie na Wydziale Filozoficznym PAT. W 2002 uzyskał stopień doktora habilitowanego. W latach 1983–1989 pracował jako nauczyciel i wykładowca matematyki, m.in. w filii Politechniki Łódzkiej w Bielsku-Białej. W latach 1989–1994 pracował naukowo w Instytucie Matematycznym PAN w Warszawie. W 1995 został zatrudniony w Instytucie Historii Nauki PAN. Wykładał m.in. na Uniwersytecie Humanistyczno-Przyrodniczym im. Jana Długosza w Częstochowie, Akademii Techniczno-Humanistycznej w Bielsku-Białej, gdzie pełnił funkcję prodziekana Wydziału Humanistyczno-Społecznego w latach 2003-2008. W latach 2007–2010 kierował tam Zakładem Antropologii Kultury i Filozofii Człowieka.

## Pola badań naukowych
- Filozofia matematyki
- Historia matematyki
- Metodologia nauki
- Historia myśli pedagogicznej

## Udział w gremiach naukowych
- Centrum Kopernika Badań Interdyscyplinarnych kierownik Zespołu Historii MatematykiCentrum Kopernika Badań Interdyscyplinarnych – kierownik Zespołu Historii Matematyki
- Zespół Pedagogiki Chrześcijańskiej Komitetu Nauk Pedagogicznych PAN
- Polskie Towarzystwo Filozoficzne przewodniczący Koła w Bielsku- Białej
- Słowackie Towarzystwo Filozoficzne
- Komisja Historii Nauki PAU w Krakowie
- Polskie Towarzystwo Semiotyczne
- Komitet Redakcyjny serii wydawniczej Studia Copernicana

## Publikacje

### Książki
1. Nowożytne wizje nauki uniwersalnej a powstanie teorii continuów (Studia Copernicana, stron 264, Warszawa 2000).
2. Filozofia edukacji i etos rodziny (redakcja naukowa wraz z M. Rembierzem) Wydawnictwo ATH (praca zbiorowa)stron 281, Bielsko-Biała 2007.
3. Edukacja. Działania społeczne. Rodzina (redakcja naukowa wraz z E. Lalikową) Wydawnictwo ATH, stron 252, Bielsko-Biała 2008.

### Niektóre artykuły i rozdziały w pracach zbiorowych
1. Pojęcie dowodu a struktura rozwoju nauki (Studia Philosophiae Christianae, tom 26, 1990 s. 194 – 202).
2. Imre Lakatosa filozofia matematyki (Roczniki Filozoficzne, tom XXXIX-XL, 1991 – 1992) s. 77 – 89.
3. Nowe prądy w matematyce XIX wieku (Zagadnienia Filozoficzne w Nauce, t. XIV 1992 s. 51 – 73).
4. Polemiki wokół wkładu Poincarego w powstanie szczególnej teorii względności (Zagadnienia Filozoficzne w Nauce, t. XV, 1993 s. 37 – 54);
5. Miejsce i rola dowodu na istnienie Boga w kartezjańskim projekcie nauki (Studia Philosophiae Christianae, 1992).
6. Pewna interpretacja konwencjonalizmu Poincarego (Kwartalnik Filozoficzny, 1993 z. 3 s. 21 – 43).
7. Poincare a formalizm Hilberta (Ruch Filozoficzny, 1993).
8. Mechanizm ewolucji fizyki według Poincarego (Przegląd Filozoficzny, 1993 R. II, Nr 4 s. 37 – 52).
9. Zastosowanie metody dowodów i kontrprzykładaów w analizach w zakresie historii i filozofii matematyki (Kwartalnik Historii Nauki R. 40: 1995 nr 1 s. 21 – 39).
10. Filozofia matematyki na przełomie XIX i XX wieku (Kwartalnik Historii Nauki R. 40: 1995 nr 4 s. 49 – 74).
11. Kartezjański model nauki a nowe idee w matematyce XIX wieku (Kwartalnik Historii Nauki R. 41: 1996 nr 3 – 4 s. 71 – 95).
12. Kontekst odkrycia naukowego – sens historii nauki (Zagadnienia Naukoznawstwa 3(129), 1996 s. 365 – 369).
13. Na marginesie książki: Scientific Methods: Conceptual and Historical Problems (Kwartalnik Historii Nauki R. 41:1996 nr 3 – 4 s. 245 – 259).
14. Realizacja programu Leibniza w dziejach nauki nowożytnej (Przegląd Filozoficzny, 1998 R. VII, Nr 2 (26) s. 63 – 77).
15. Problem nieświadomości u Leibniza a zasada podwójnej nieskończoności bytu W: Nieświadomość jako kategoria filozoficzna, Wydawnictwo Instytutu Filozofii i Socjologii PAN, Warszawa 2000 s. 31 – 39).
16. An impact of Zygmunt Janiszewski on the development of topology. W: Studies in History of Mathematics Dedicated to A.P. Youschkewitch. Brepols Publishers, Turnhout 2002 s. 339 – 343.
17. Bernard Bolzano jako purysta metody naukowej a klimat epoki pierwszej połowy XIX wieku. W: Społeczno-ideowe aspekty medycyny i nauk przyrodniczych XVIII-XX wieku. Studia z Dziejów Kultury Medycznej. Wrocław 2003 s. 10 – 18.
18. Czy niepełnosprawność matematyczna jest nieuchronna. W: „Niepełnosprawni wśród nas”, Wydawnictwo Akademii Techniczno-Humanistycznej w Bielsku-Białej, Bielsko-Biała 2004, s. 131 – 143.
19. Spór czy dialog między Duchem Nauki a Duchem Filozofii, „Zagadnienia Naukoznawstwa” 2006, s. 83 – 93).
20. Różne twarze konwencjonalizmu w kontekście sporu o podstawy szczególnej teorii względności. W: W stulecie powstania szczególnej teorii względności, Wydawnictwo Katedry Etnologii i Antropologii Uniwersytetu Wrocławskiego 2006, s. 15 – 28).
21. The Ancient Origin of Symmetry Idea and the Newman Property. W: „Prace naukowe Akademii im. Jana Długosza. Matematyka XI”, Częstochowa 2006, s. 121 – 135.
22. Antyczne korzenie idei niezbędności nauczania matematyki w procesie wychowania. W: Filozofia edukacji i etos rodziny. Wydawnictwo ATH, Bielsko-Biała 2007, s. 72 – 86.
23. Miejsce rodziny w platońskiej wizji społeczeństwa idealnego. W: Filozofia edukacji i etos rodziny. Wydawnictwo ATH, Bielsko-Biała 2007, s. 137 – 153.
24. Filozofia práce Jozefa Tischnera v kontexte spoločenských zmien v Poľsku v 80-tych rokoch. W: Kontexty a podoby moralky nedavnej minulosti, Presov 2007, s. 202 – 216.
25. Filozofia matematyki Zygmunta Janiszewskiego. W: „Studia z filozofii polskiej” (seria wydawnicza), t.1, stron 335. Bielsko-Biała, Kraków 2006, s. 209 – 225.
26. Przełamanie paradygmatu epistemologii Kanta w filozofii absolutnej Hoene-Wrońskiego. W: Igor Hrusovsky. Osobnost slovenskej filozofie, Bratislava 2007, s. 300 – 306.
27. Obecność mitów dotyczących pochodzenia zła we współczesnej kulturze. W: Zlo v kontexte sucasnych socio-kulturnych premien, Presov 2007, s. 45 – 57.
28. Przełom czy rewolucja – znaczenie matematyki dla wystąpienia rewolucji kulturowej (Zagadnienia Naukoznawstwa 2007, s. 83 – 93).
29. Bernarda Riemanna projekt nowej filozofii (Kwartalnik Historii Nauki i Techniki 2007, s. 51 – 74).
30. Między dogmatyzmem a relatywizmem. W: Świat techniki i humanistyki, Wydawnictwo ATH, Bielsko-Biała 2007, s. 368 – 378.
31. Józefa Hoene-Wrońskiego projekt reformy matematyki. W: „Antiquitates Mathematicae”, Wydawnictwo Polskiego Towarzystwa Matematycznego, vol. 1, Warszawa 2007, s. 199 – 212.
32. Etyczna wartość fizyki w konwencjonalizmie Poincarego. W: Fyzika a etika. Nitra 2007, s..
33. Józef Maria Hoene-Wroński – poszukiwanie jedności. W: „Matematyka. Czasopismo dla nauczycieli”, nr 4 (2007), s. 195 – 205.
34. Współczesna refleksja nad etosem rodziny. W: Morálka a súčasnosť. Presov 2008, Słowacja), s. 244 – 252.
35. Charakterystyka Polskiej Szkoły Matematycznej i jej twórców. W: Filozofia a slovanské myšlienkové dedičstvo: osobnosti, problémy, inšpirácie, Bratislava 2008, t. 2, s. 140 – 147.
36. Obecność pojęć »optymalnych« w matematyce jako argument za matematycznością przyrody. W: Ponad demarkacją, Tarnów 2008, s. 39 – 62.
37. Józef Maria Hoene-Wroński jako wizjoner i reformator matematyki. W: Hoene-Wroński. Życie, matematyka i filozofia (red. P. Pragacz), 114 stron, IM PAN Warszawa 2008, s. 87 – 103.
38. Filozofia dialogu a możliwość komunikacji międzykulturowej. W: Historicke a sucasne podoby myslenia a komunikacie, Bratysława 2008, s. 218 – 226.
39. Skutočnosť ľudskej bytosti v súčasných sporoch o existenciu človeka. W: Realita a fikcia, Bratysława 2009, s. 150 – 157.
40. Miejsce idei ekumenizmu Sołowjowa w dziele Mikuláša Russnáka. W: Ekumenický aspekt života a diela profesora Mikuláša Russnáka (1878−1954) v kontexte súčasného medzináboženského dialógu, Prešov 2010, s. 227 – 245.
41. Współczesne wyzwania pedagogiki uniwersyteckiej – między naukami ścisłymi i naukami humanistycznymi. W: Wczoraj, dziś i jutro pedagogiki uniwersyteckiej w świetle twórczości Stefana Kunowskiego, Wydawnictwo KUL, Lublin 2010, s. 437 – 448.